# عزیز بن عسکر
عزیز بن عسکر (انگلیسی: Aziz Ben Askar؛ زادهٔ ۳۰ مارس ۱۹۷۶) بازیکن فوتبال اهل مراکش بود.
از باشگاه‌هایی که در آن بازی کرده‌است می‌توان به باشگاه ورزشی ام صلال، باشگاه فوتبال کویینز پارک رنجرز، باشگاه فوتبال کان، باشگاه ورزشی الوکره، و باشگاه ورزشی الشمال اشاره کرد.
وی همچنین در تیم ملی فوتبال مراکش بازی کرده‌است.